# Eugene Patrick Kennedy
Eugene Patrick Kennedy (ur. 4 września 1919 w Chicago, zm. 22 września 2011 w Cambridge) – amerykański biochemik, profesor Harvard Medical School, odkrywca szlaku biosyntezy triacylogliceroli i niektórych fosfolipidów. Członek National Academy of Sciences; przewodniczący Amerykańskiego Stowarzyszenia Biochemii i Biologii Molekularnej w 1970 roku. W uznaniu jego wkładu w badania lipidów, szlak syntezy PC i PE de novo nazywany jest szlakiem Kennedy’ego.

## Rodzina, młodość i wczesna edukacja
Eugene Kennedy urodził się w Chicago w 1919 roku, jako czwarte z pięciorga dzieci Catherine Frawley i Michaela Kennedy’ego. Ojciec był motorniczym tramwajów w przedsiębiorstwie Chicago Surface Lines, z pięcioma klasami podstawowego wykształcenia; matka odebrała nieco lepszą edukację, włączając w to język francuski. Oboje rodzice byli pochodzenia irlandzkiego, ale poznali się już po przybyciu do USA. Kennedy imię otrzymał po socjaliście Eugene V. Debsie, jednak fakt ten nie miał żadnego podłoża politycznego; jego matce po prostu spodobało się brzmienie imienia.
Eugene Kennedy edukację rozpoczął w katolickiej szkole parafialnej. Z inicjatywy starszego o sześć lat brata Josepha został czytelnikiem w lokalnej filii biblioteki publicznej, choć w szkole początkowo czytanie nie szło mu najlepiej. W 1933 roku Kennedy skończył naukę w szkole podstawowej i rozpoczął następny jej etap w St. Philip High School, gdzie nauczycielami byli księża serwici. W szkole średniej był redaktorem gazetki szkolnej.
27 października 1947 ożenił się z Adelaide Mjewski, koleżanką i współredaktorem gazetki studenckiej z college'u. Małżeństwo Kennedych miało trzy córki: Lisa (ur. 1950), Sheila (ur. 1957) oraz Katherine (ur. 1960).

## Nauka i praca

### Studia i praca podczas wojny
W 1937 roku Eugene Kennedy rozpoczął studia chemiczne na Uniwersytecie DePaula, na które przyznano mu stypendium. W czerwcu 1941 roku otrzymał dyplom ukończenia studiów i złożył aplikację na University of Chicago w celu odbycia studiów doktoranckich z chemii organicznej. Jednocześnie podjął pracę w chemicznym dziale naukowym firmy „Armour and Company” (jednej z największych przetwórni mięsa w Chicago), by móc opłacić czesne. W ramach swoich obowiązków uczestniczył w związanym z działaniami wojennymi projekcie frakcjonowania krwi wołowej w celu pozyskania przemysłowych ilości surowiczej albuminy wołowej (BSA). Przypuszczano, że preparaty BSA mogą pomóc przy leczeniu wstrząsu u żołnierzy na polu bitwy. Studia doktoranckie rozpoczął we wrześniu 1941 roku; pracując na nocną zmianę przy frakcjonowaniu krwi, a rankiem uczestnicząc w kursach wstępnych z chemii organicznej na uczelni.
W 1942 roku odkryto, że albumina wołowa nie jest skutecznym środkiem w leczeniu wstrząsu i zamiast prac nad frakcjonowaniem BSA, rozpoczęto prace nad frakcjonowaniem białek z krwi ludzkiej masowo pozyskiwanej od dawców. Do tego zadania „Armour and Company” otworzyła filię w Fort Worth, do której został skierowany Kennedy. W październiku 1943 roku do zespołu dołączyła Adelaide Majewski, którą Kennedy znał jeszcze ze szkoły, i z którą ożenił się 27 października 1943 roku. Obowiązki Kennedy’ego w Fort Worth obejmowały nadzór nad jedną z trzech zmian zajmujących się frakcjonowaniem i nie dawały mu dużo okazji do pracy naukowej. Kennedy pracował na tym stanowisku do wiosny 1945 roku, kiedy to w obliczu kończącej się wojny powrócił do Chicago.

### Okres powojenny i doktorat
Po zakończeniu wojny i powrocie na uniwersytet w Chicago, zainspirowany swoją pracą nad krwią, Kennedy przeniósł się z wydziału chemii na wydział biochemii. W 1947 roku zaczynając pracę nad swoją dysertacją doktorską, Kennedy zagadnął Alberta Lehningera, wówczas młodego pracownika naukowego wydziału pracującego nad fosforylacją oksydacyjną i oksydacją kwasów tłuszczowych, o możliwości związane z oczyszczeniem i krystalizacją enzymów biorących udział w beta-oksydacji. Lehniger wskazał, że do tej pory nikt jeszcze nie uzyskał nawet ekstraktów przejawiających aktywność enzymatyczną na tym szlaku, co byłoby podstawą do izolacji konkretnych enzymów z tego ekstraktu. Jednak zgodził się przyjąć Kennedy’ego jako swojego doktoranta, który 30 czerwca rozpoczął badania procesów beta-oksydacji.
Pierwszym zadaniem Kennedy’ego było zbadanie, zaobserwowanego przez Lehningera, fenomenu porównywalnej inhibicji, której podlegały fosforylacja oksydacyjna, jak i beta-oksydacja w warunkach hipotonicznych, podczas gdy ich aktywność była zachowana w warunkach izotonicznych. Obserwacja ta doprowadziła Lehningera i Kennedy’ego do wniosku, że oba procesy mają miejsce w ograniczonym błoną organellum i że jest to prawdopodobnie mitochondrium (mimo że ówcześnie nikt jeszcze nie wyizolował funkcjonalnie i morfologicznie nieuszkodzonego mitochondrium). Kennedy potwierdził tę hipotezę, gdy zastosował właśnie wynalezioną przez George’a Paladego metodę izolacji mitochondriów za pomocą wirowania w gradiencie sacharozy, do sprawdzenia w nich aktywności enzymatycznej szlaków beta-oksydacji i cyklu Krebsa.
W tym samym czasie Kennedy badał także szczegółowo warunki regulujące powstawanie podczas reakcji oksydacji kwasów tłuszczowych o różnych długościach łańcuchów węglowodorowych relatywnie różnych ilości acetylooctanu i dwutlenku węgla. Na ostatnim roku studiów doktoranckich Kennedy z rekomendacją Lehningera otrzymał stypendium z Nutrition Foundation, które pozwoliło mu na uzyskanie urlopu od „Armour and Company” na czas pracy nad dysertacją.

### Dalsza praca naukowa

#### Berkeley – oksydacja kwasów tłuszczowych
Po doktoracie, za namową Lehningera Kennedy zdecydował całkowicie zwolnić się z pracy w „Armour and Company” i podjąć staż postdoktorancki w University of California w Berkeley, gdzie dołączył do Horacego A. Barkera w jego badaniach nad biosyntezą kwasów tłuszczowych. W zespole Barkera podjął badania nad oksydacją maślanów w ekstraktach z Clostridium kluyveri, w ramach których ustalił, że przy braku nieorganicznych fosforanów, produktem oksydacji jest acetylooctan, a nie fosforan acetylu. W czasie pobytu w Berkeley małżeństwo Kennedych mieszkało w San Francisco, gdzie żona Adelaide miała pracę w lokalnej gazecie San Francisco Chronicle w dziale z nekrologami.

#### Harvard – tyroksyna i łańcuch oddechowy
W tym czasie niespodziewanie został zaproszony do objęcia posady wykładowcy na Wydziale Chemii Fizjologicznej w Johns Hopkins Medical School. Po konsultacji z Barkerem odrzucił tę pozycję, decydując się na kolejny rok stażu postdoktoranckiego w laboratorium Fritza Lipmanna w Harvard Medical School, gdzie podjął pracę w 1950 roku. U Lipmanna Kennedy zajął się hipotezą, według której tyroksyna miała działać rozprzęgająco w łańcuchu oddechowym. Hipoteza ta okazała się błędna, podobnie jak inna sugerowana przez Lipmanna, a zakładająca istnienie dwóch różnych szlaków transportu elektronów w mitochondriach: jednego związanego z fosforylacją oksydacyjną i drugiego od niej niezależnego. Celem zweryfikowania drugiej hipotezy Kennedy został wydelegowany na tydzień do Filadelfii, gdzie w laboratorium Brittona Chance’a znajdowały się aparaty spektrofotometryczne przydatne w tych badaniach, z których korzystał we współpracy z Lucille Smith.

#### Chicago – fosforylacja białek, biosynteza lipidów
W 1951 roku Kennedy powrócił na Uniwersytet w Chicago, gdzie dostał posadę i własne laboratorium na wydziale biochemii i nowo powstałym Ben May Laboratory for Cancer Research, organizowanym przez Charlesa Hugginsa. Początkowo poświęcił się badaniom nad włączaniem fosforanu w strukturę białek w preparatach z komórek wątroby i niektórych guzów. Ówczesny punkt widzenia wywodzący się z hipotez Otto Warburga zakładał, że katabolizm guzów oparty jest na procesach beztlenowych. By sprawdzić to założenie, Kennedy wraz z Guyem Williamsem-Ashmanem podjęli badania nad złośliwymi guzami i odkryli, że fosforylacja oksydacyjna zachodzi w nich równie aktywnie, jak w normalnych tkankach. Ponadto Kennedy odkrył, że w guzach fosforan był włączany w strukturę białek znacznie efektywniej niż w inne biocząsteczki co, jak wnioskował, oznaczało szczególnie ważną, biologiczną rolę fosforylacji białek. W toku dalszych badań Kennedy ustalił, że to reszta serynowa jest aminokwasem podlegającym fosforylacji w białkach. Kontynuując badania w tym kierunku, Kennedy wraz z George’em Burnettem rozpoczęli poszukiwania enzymu przeprowadzającego reakcję fosforylacji białek i odkryli, że może on być wyekstrahowany w formie rozpuszczalnej w wodzie z preparatów białek wytrącanych acetonem, a następnie częściowo oczyszczony za pomocą frakcjonowania siarczanem amonu. Enzym ten wykazywał szczególnie dużą specyficznością wobec kazeiny. Była to pierwsza eksperymentalna prezentacja aktywności kinazy białkowej.
W dalszych latach Kennedy podjął badania nad genezą wiązania fosfodiestrowego w fosfatydylocholinie (PC) z użyciem znakowanej choliny, których właściwym celem było przybliżenie mechanizmów tworzenia się wiązań fosfodiestrowych w DNA. Pierwszym wynikiem Kennedy’ego było odkrycie, że produktem pośrednim w syntezie PC jest 3-fosfoglicerol, co w rezultacie doprowadziło do odkrycia przez niego enzymu kinazy glicerolowej. W 1952 roku Kennedy skupił się wyłącznie na wiązaniach w fosfolipidach i odkrył, że w mitochondriach dochodzi do ATP-zależnego włączenia choliny (a nie fosfocholiny) do cząsteczki lipidu (Kennedy początkowo sądził, że tym lipidem jest PC; dopiero w następnej publikacji poprawił swój błąd, wskazując że chodziło o ester choliny i długołańcuchowego kwasu tłuszczowego). Jednocześnie Kornberg i Pricer opublikowali prace o ATP-zależnym włączaniu fosfocholiny (a nie choliny) do cząsteczki lipidu (PC). Szukając powodów tej sprzeczności Kennedy, wraz ze swoim pierwszym stażystą postdoktoranckim Samuelem Weissem, powtórzyli doświadczenia Kornberga używając czystego, krystalicznego ATP, dochodząc do wniosku, że to nie ATP, a inny nukleotyd – cytydynotrifosforan, który w preparatach ATP używanych przez Kornberga był tylko zanieczyszczeniem, jest niezbędnym kofaktorem w syntezie PC de novo.

#### Harvard – biosynteza lipidów, biogeneza błon
W 1959 roku, w trakcie swojego urlopu naukowego w Oksfordzie, Kennedy został zaproszony do objęcia pozycji profesora Hamilton Kuhn i wydziału chemii biologicznej Harvard Medical School. Po wnikliwym, ze względu na jego silnie emocjonalny związek z Uniwersytetem w Chicago, namyśle, Kennedy przyjął ofertę. Na Harvardzie kontynuował badania nad syntezą fosfolipidów. Do 1961 roku wyjaśnił on większość szczegółów w syntezie triacylogliceroli i głównych glicerofosfolipidów, i na podstawie swoich badań przedstawił wciąż aktualny przebieg szlaków biochemicznych związanych z metabolizmem fosfolipidów.
W 1963 roku, Kennedy rozpoczął badania nad biogenezą błon i ich funkcją u bakterii (używając E. coli, jako organizmu modelowego). Podjął także prace nad translokacją fosfolipidów błonowych i glukanów peryplazmatycznych. W 1965 roku Kennedy i Fox, z użyciem strategii podwójnego znakowania, zidentyfikowali permeazę laktozową, jako białko błonowe. Przez kolejne lata Kennedy bez powodzenia starał się oczyścić to białko w aktywnej postaci. W kolejnych latach grupa Kennedy’ego zajmowała się także bakteryjną sygnalizacją komórkową w odpowiedzi na warunki środowiskowe i w różnych procesach komórkowych.

#### Emerytura i śmierć
W 1993 zakończył pracę swojego laboratorium. Po odejściu na emeryturę pełnił funkcję profesora emeritusa na tym samym wydziale Harvard Medical School i poświęcił się rodzinie. Zmarł 22 września 2011 roku w swoim domu w Cambridge.

## Inna działalność i wyróżnienia
Eugene Kennedy w roku 1970 był przewodniczącym Amerykańskiego Stowarzyszenia Biochemii i Biologii Molekularnej (wtedy pod nazwą American Society of Biological Chemists) oraz członkiem National Academy of Sciences (od 1964) i Amerykańskiego Stowarzyszenia Chemicznego, a także Sigma Xi i American Academy of Arts and Sciences.
Był redaktorem czasopism naukowych Journal of Biological Chemistry oraz Biochimica et Biophysica Acta (1985–1995).
Za swoją pracę i dokonania był wyróżniony m.in. Nagrodą Fundacji Gairdnera (1976), Nagrodą Uniwersytetu w Chicago za Wybitną Pracę (1966), Nagrodą im. Heinricha Wielanda (1986), Nagrodą Pasano (1986), Glycerine Research Award (1956), Paul-Lewis Award of American Chemical Society (1958), American Oil Chemists' Society Award in Lipid Chemistry (1970), tytułem Harvey Society Lecturer (1962) oraz Rose Award Amerykańskiego Stowarzyszenia Biochemii i Biologii Molekularnej (1992). W 1968 roku był nominowany (1 głosem) do nagrody Nobla w dziedzinie chemii.
W uznaniu wkładu Kennedy’ego w badania nad szlakami syntezy lipidów, szlak syntezy PC i PE (fosfatydyletanolamina) de novo (z diacyloglicerolu i choliny lub etanolaminy) nazywany jest szlakiem Kennedy’ego.